# Bunaeopsis
Genre
Bunaeopsis est un genre de papillons de la famille des Saturniidae.

## Liste des espèces
Selon GBIF (27 février 2024) :
- Bunaeopsis angolana Le Cerf, 1918
- Bunaeopsis annabellae Lemaire & Rougeot, 1975
- Bunaeopsis ansorgei Rothschild, 1898
- Bunaeopsis arabella Aurivillius, 1893
- Bunaeopsis aurantiaca Rothschild, 1895
- Bunaeopsis bomfordi Pinhey, 1962
- Bunaeopsis chromata Darge, 2003
- Bunaeopsis clementi Lemaire & Rougeot, 1975
- Bunaeopsis ferruginea Bouvier, 1927
- Bunaeopsis fervida Darge, 2003
- Bunaeopsis francottei Darge, 1992
- Bunaeopsis gabonica Rougeot, 1955
- Bunaeopsis hersilia Westwood, 1849
- Bunaeopsis jacksoni Jordan, 1908
- Bunaeopsis licharbas Maassen & Weyding, 1885
- Bunaeopsis lueboensis Bouvier, 1931
- Bunaeopsis macrophthalmus Kirby, 1881
- Bunaeopsis murphyi Bouyer, 2007
- Bunaeopsis oubie Guérin-Méneville, 1849
- Bunaeopsis phidias Weymer, 1908
- Bunaeopsis princeps Le Cerf, 1918
- Bunaeopsis saffronica Pinhey, 1972
- Bunaeopsis scheveniana Lemaire & Rougeot, 1974
- Bunaeopsis terrali Darge, 1993
- Bunaeopsis vau Fawcett, 1915
- Bunaeopsis zaddachii Dewitz, 1879

## Classification
Le nom valide complet (avec auteur) de ce taxon est Bunaeopsis Bouvier, 1927.
Bunaeopsis a pour synonyme :
- Neobunaeopsis Cooper, 2002